# Дибинецька сільська рада
| Дибинецька сільська рада — колишній орган місцевого самоврядування у Богуславському районі Київської області з адміністративним центром у с. Дибинці. Водоймища на території, підпорядкованій даній раді: р. Рось. Сільській раді були підпорядковані населені пункти: - с. Дибинці - с. Бородані |

## Склад ради
Рада складалася з 16 депутатів та голови.

### Керівний склад ради
| ПІБ                         | Основні відомості                                                                 | Дата обрання | Дата звільнення |
| --------------------------- | --------------------------------------------------------------------------------- | ------------ | --------------- |
| Королевич Василь Никонович  | Сільський голова, 1948 року народження, освіта, член Комуністичної партії України | 26.03.2006   | 31.10.2010      |
| Шнуренко Володимир Іванович | Сільський голова, 1965 року народження, освіта вища, безпартійний                 | 31.10.2010   |                 |

Примітка: таблиця складена за даними джерела